# Torneo de Basilea 2023
El Swiss Indoors 2023 fue un torneo de tenis perteneciente al ATP Tour 2023 en la categoría ATP Tour 500. El torneo tuvo lugar en la ciudad de Basilea (Suiza) desde el 23 hasta el 29 de octubre de 2023 sobre canchas duras.

## Distribución de puntos
| Modalidad            | Campeón | Finalista | Semifinales | Cuartos de final | 2.ª ronda | 1.ª ronda | Clasificados | 2.ª ronda de clasificación | 1.ª ronda de clasificación |
| Individual masculino | 500     | 330       | 200         | 100              | 50        | 0         | 25           | 13                         | 0                          |
| Dobles masculino     | 500     | 300       | 180         | 90               | –         | –         | 45           | 25                         | 0                          |

## Cabezas de serie

### Individuales masculino
| Tenista               | Ranking | Preclasificado |
| Holger Rune           | 6       | 1              |
| Casper Ruud           | 8       | 2              |
| Taylor Fritz          | 10      | 3              |
| Hubert Hurkacz        | 11      | 4              |
| Álex de Miñaur        | 13      | 5              |
| Félix Auger-Aliassime | 17      | 6              |
| Nicolás Jarry         | 21      | 7              |
| Sebastian Korda       | 23      | 8              |

- Ranking del 16 de octubre de 2023.[2]

### Dobles masculino
| Tenistas                                 | Ranking | Preclasificados |
| Ivan Dodig Austin Krajicek               | 3       | 1               |
| Máximo González Andrés Molteni           | 23      | 2               |
| Santiago González Édouard Roger-Vasselin | 27      | 3               |
| Jamie Murray Michael Venus               | 37      | 4               |

## Campeones

### Individual masculino
Félix Auger-Aliassime venció a  Hubert Hurkacz por 7-6(7-3), 7-6(7-5)

### Dobles masculino
Santiago González /  Édouard Roger-Vasselin vencieron a  Hugo Nys /  Jan Zieliński por 6-7(8-10), 7-6(7-3), [10-1]